# Mammal Hands
I Mammal Hands sono un gruppo musicale jazz britannico formato nel 2012.

## Storia del gruppo
Il gruppo è nato Norwich per iniziativa del sassofonista Jordan Smart, del pianista Nick Smart e del batterista Jesse Barrett. Firmato un contratto con la Gondwana Records, nel 2014 il trio ha pubblicato l'album di debutto Animalia, a cui ha fatto seguito due anni più tardi Floa.
Nel 2017 il gruppo ha pubblicato il terzo Shadow Work, mentre l'anno successivo è uscito l'EP Becoming, contenente tre brani tratte dalle sessioni di registrazione di Shadow Work.

## Stile musicale
Lo stile musicale proposto dai Mammal Hands è una combinazione di musica d'ambiente, jazz, musica elettronica e world music.

## Formazione
- Jordan Smart – sassofono
- Nick Smart – pianoforte
- Jesse Barrett – batteria

## Discografia

### Album in studio
- 2014 – Animalia
- 2016 – Floa
- 2017 – Shadow Work
- 2020 – Captured Spirits
- 2023 – Gift from the Trees

### EP
- 2018 – Becoming

### Singoli
- 2020 – Chaser
- 2020 – Ithaca
- 2020 – Little One
- 2021 – Oni/Lantern
- 2023 – Nightingale
- 2023 – The Spinner